# Mariage arrangé

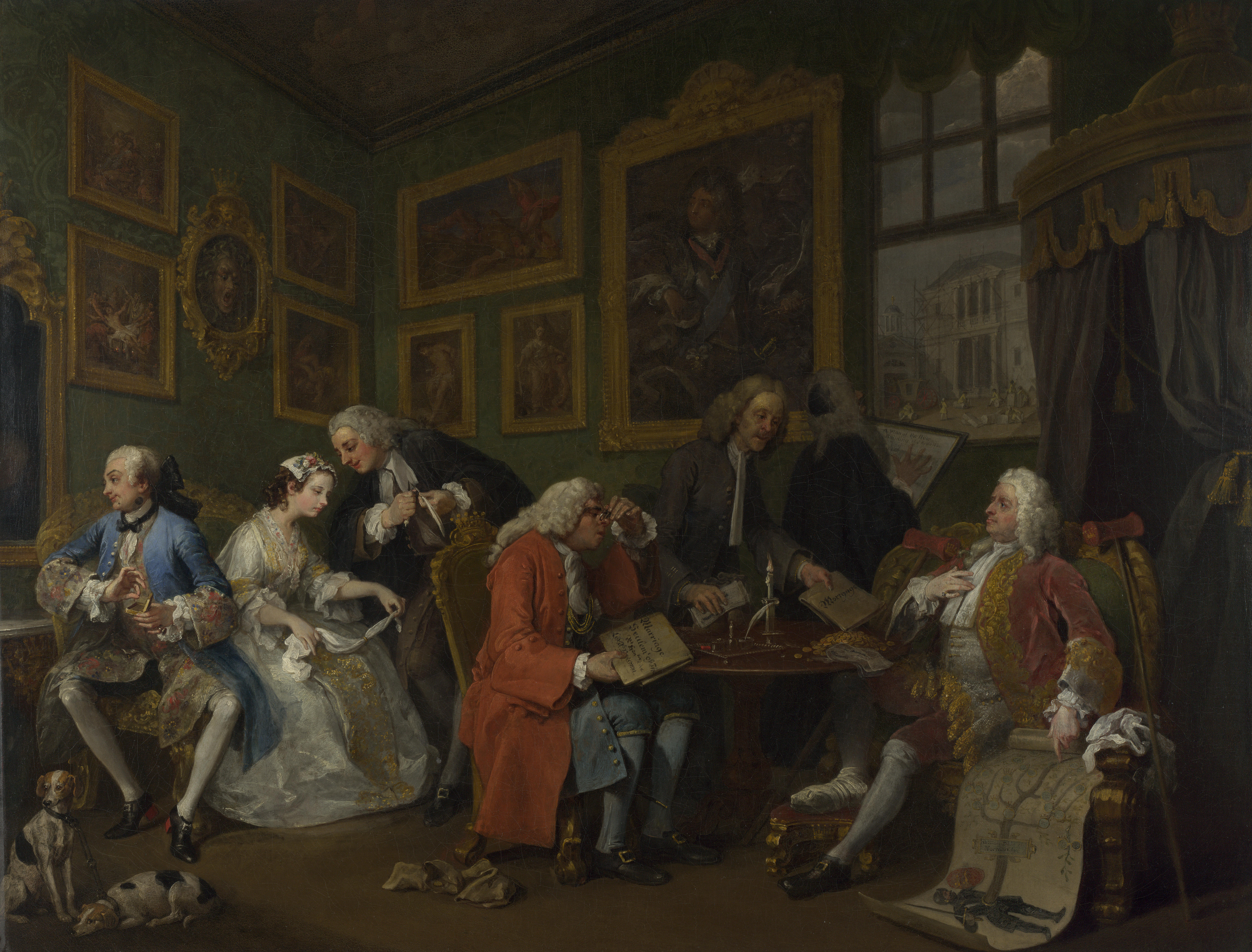
Marriage A-la-Mode par William Hogarth au XVIIIe siècle.

Le mariage arrangé est un mariage dans lequel les futurs mariés sont choisis par leur entourage selon des critères économiques, sociaux ou religieux, afin de conclure un contrat entre les deux familles. Les époux sont d'accord pour se marier, sinon on parle de mariage forcé. Si ce type de mariage souffre d'une vision négative dans les pays occidentaux, ce n’est pas forcément le cas dans la majeure partie de l'humanité.

## Motivation
Des raisons économiques entrent généralement en jeu. Ainsi si dans les classes populaires il s'agit souvent simplement du besoin de trouver un conjoint permettant à un de ses enfants de vivre dignement, parmi les artisans et membres des classes aisées les intérêts en matière de patrimoine prédominent. Selon les cas un système de dot ou de prix de la fiancée peut être associé à l'arrangement.

## Histoire

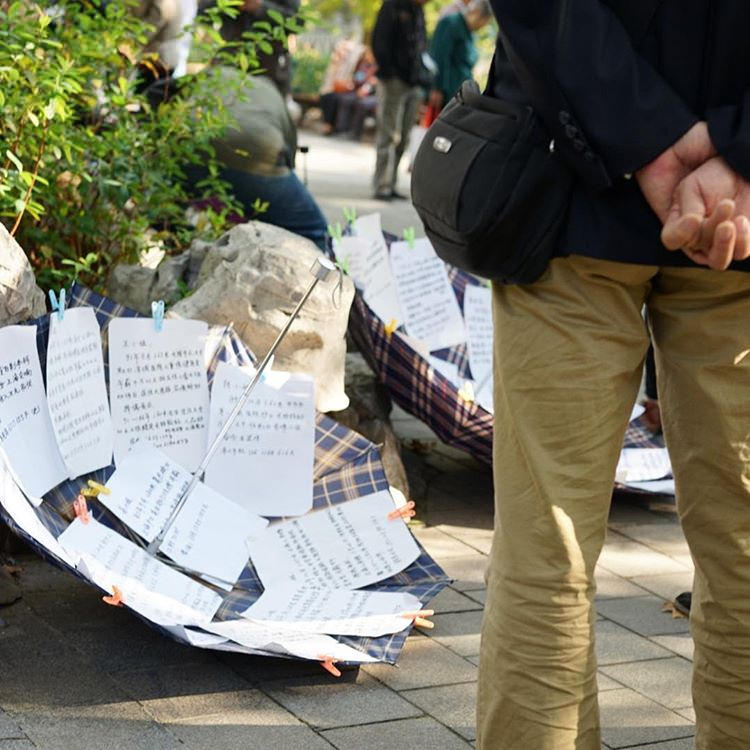
En Chine, des parents épinglent la description de leur enfant à des parapluies afin d'organiser un mariage.

Le mariage arrangé était la norme sous l'Ancien Régime.
Au sein des classes dirigeantes la motivation politique s'impose également souvent. Ainsi, au Moyen Âge, le mariage entre fils et fille de deux seigneuries pouvait constituer une alliance qui renforçait le pouvoir des deux familles sur une région, et permettait de préserver un lignage, de transmettre un patrimoine.
La tradition des mariages arrangés a été majoritaire en France jusqu'à la Seconde Guerre mondiale. L’arrangement du mariage peut aussi venir sceller un pacte pour conserver, préserver et transmettre les coutumes et les valeurs qui lient une communauté. Par exemple, en Inde, le mariage prolonge cette tradition : la société étant organisée en castes, ce sont les parents des mariés qui organisent le mariage pour qu’il reste dans la même caste. Parfois, les époux ne se rencontrent pas avant le jour de la cérémonie.
Avec la modernisation rapide de l'Inde, les mariages arrangés évoluent : certains mariages « semi-arrangés » permettent aux futurs époux de se connaître avant d'organiser la cérémonie, dans d'autres la rencontre se fait par des sites de rencontre avant de laisser la famille se charger de l'organisation formelle du mariage.
En Chine populaire en 2011, le mariage arrangé est en voie de disparition, mais les contraintes sociales et familiales pour se marier restent importantes. Alors qu'un surnombre d'hommes par rapport aux femmes est présent et que le célibat est vu comme un échec, il existe des marchés où les parents annoncent les caractéristiques économiques, sociales et physiques de leurs enfants pour les marier.

## Du mariage arrangé au mariage forcé
Il convient de distinguer le mariage arrangé du mariage forcé, où l’un des époux au moins est forcé à contracter le mariage, ou bien est l'objet de pression pour obtenir son consentement. Les conditions qui entraînent un mariage arrangé se retrouvent également dans le mariage forcé, mais la différence tient ici à une notion de contrainte d'abord psychologique mais surtout sociale : c’est le poids de l’environnement, notamment familial, qui renforce la pression sur les personnes concernées. Dans le mariage arrangé il y a une adhésion minimale des futurs époux. Ainsi dans l'Inde actuelle le mariage des garçons et filles des castes supérieures urbaines (brahmanes, guerriers) résulte généralement de petites annonces publiées dans un journal par des parents de "bonne caste" , les enfants donnant tacitement leur accord à la procédure mais pouvant éliminer une ou deux offres.
Le mariage forcé se rencontre jusque dans les années 60 dans les sociétés où un groupe familial est capable d'imposer le mariage à un membre d'un autre groupe par emploi de la force ou plutôt de la menace latente (Sicile, Corse). La pratique subsisterait en Albanie.
Il y a aussi les mariages ou les unions contractés à la suite d'arrangements de cabinets spécialisés en relations amoureuses. C'est un arrangement car en général, les deux parties sont préparées en amont des rencontres.

## Mariage de convenance
C'est, dans les sociétés modernes occidentales, une union destinée à donner une apparence de régularité sociale à une situation vue comme à problèmes. Les deux partenaires sont bien sûr théoriquement libres de leur choix. Ainsi :
- régularisation par mariage d’une naissance survenue hors mariage, la mère épouse une personne mais pas nécessairement le père réel de l'enfant ;
- une femme lesbienne et un homme gay se marient pour fournir une façade sociale adéquate notamment vis-à-vis de leurs familles, employeurs, etc. ;
- il existe des intérêts politiques, économiques et/ou financiers litigieux entre les futurs époux. Le mariage est alors un moyen d'apaiser les tensions.

Bien entendu, la pression extérieure est limitée tandis que les stratégies individuelles des futurs époux ont une importance déterminante.

#### Œuvres
- Les Promesses du cœur
- Union mal assortie